# NWA Shockwave Heavyweight Championship
L'NWA Shockwave Heavyweight Championship è stato un titolo difeso nella federazione NWA Shockwave, facente parte del territorio della National Wrestling Alliance.

## Storia
Originariamente era il titolo della federazione indipendente CyberSpace Wrestling Federation e venne introdotto nella NWA con il nome di CSWF Heavyweight Championship il 19 ottobre 2002. 

Nel 2005 la federazione assunse il nome di NWA Cyberspace e successivamente di NWA Shockwave. 

Il titolo rimase attivo fino al 2007, anno in cui la federazione chiuse le attività.

## Albo d'oro
| Lottatore                                                          | Regni | Data              | Luogo      | Note |
| ------------------------------------------------------------------ | ----- | ----------------- | ---------- | --- |
| 19 ottobre 2002 CSWF Heavyweight Championship                      |       |                   |            | |
| Smokey M                                                           | 1     | 19 ottobre 2002   | Flemington | Smokey M sconfisse Danny Doring, Kid USA e Sinister X in un Fatal four-way elimination match diventando il primo campione.           |
| Sinister X                                                         | 1     | 12 aprile 2003    | Rahway     | Il titolo venne unificato con l'USWF Heavyweight Championship il 23 gennaio 2003.                                                    |
| Ron Killings                                                       | 1     | 13 settembre 2003 | Rahway     | |
| Vacante                                                            |       | 11 giugno 2004    | N/A        | Vacante quando Killings si rifiutò di difendere il titolo contro Darkbird.                                                           |
| Slyk Wagner Brown                                                  | 1     | 26 giugno 2004    | Wayne      | Sconfisse Darkbird per il titolo vacante.                                                                                            |
| 8 gennaio 2005, rinominato NWA Cyberspace Heavyweight Championship |       |                   |            | |
| Jeff Jarrett                                                       | 1     | 30 aprile 2005    | Wayne      | |
| Chris Harris                                                       | 1     | 19 novembre 2005  | Wayne      | |
| Abyss                                                              | 1     | 19 novembre 2005  | Wayne      | In un triple treath match che includeva anche Jeff Jarrett.                                                                          |
| Vacante                                                            |       | 1º marzo 2006     |            | Abyss venne privato del titolo. |
| Robert Roode                                                       | 1     | 26 marzo 2006     | Dover      | In un Fatal 4-Way che includeva anche Matt Bentley, Rodney Mack e Mana the Polynesian Warrior.                                       |
| Giugno 2006, rinominato NWA Shockwave Heavyweight Championship     |       |                   |            | |
| Vacante                                                            |       | 1º dicembre 2006  |            | Il titolo venne reso vacante quando la federazione riaprì i battenti dopo sei mesi, a causa della morte del promoter Billy Firehawk. |
| Havok                                                              | 1     | 13 gennaio 2007   | Boonton    | In un gauntlet match che includeva Crowbawe, Slyk Wagner Brown, Sinister X, Cindy Rogers, Boogalou e Paul E. Normus.                 |
| Papadon                                                            | 1     | 2 giugno 2007     | Clifton    | In un 2 out of 3 falls match triple treath dance match che includeva anche Josh Daniels.                                             |
| Reso inattivo                                                      |       | 2007              |            | La NWA Shockwave smise di produrre eventi dal vivo e chiuse verso la fine del 2007.                                                  |